# Christina Stead
Christina Ellen Stead (* 17. Juli 1902 in Rockdale, New South Wales; † 31. März 1983 in Sydney) war eine australische Schriftstellerin.
Stead war ausgebildete Lehrerin und lebte von 1928 bis 1974 in den USA und Europa. Sie war mit dem amerikanischen Schriftsteller William James Blake liiert und ab 1952 (bis zu dessen Tod 1968) mit ihm verheiratet.
Thema ihrer Romane und Erzählungen ist die menschliche Suche nach persönlicher Freiheit und Liebe. Besonders bekannt wurde die 1940 erschienene, auf autobiografischem Material beruhende Studie einer Kindheit The man who loved children. Das Time Magazine nahm den Roman in die TIME 100 Best English-language Novels from 1923 to 2005 auf. 1982 wurde sie als Ehrenmitglied in die American Academy of Arts and Letters gewählt.

## Werke (Auswahl)

### Romane
- Seven poor men of Sydney (1934)
- House of all nations (1938)
- The man who loved children (1940)
  - Der Mann, der seine Kinder liebte, dt. von Irmela Erckenbrecht, Stuttgart: Deutsche Verlagsanstalt, 1998. ISBN 978-3-421-05119-6
- For love alone (1944)
- Dark places of the heart (1966, auch als Cotter's England)
- Miss Herbert (1976, auch als The suburban wife)

### Erzählungen
- The Salzburg tales (1934)